# Trigonostemon chinensis
Trigonostemon chinensis är en törelväxtart som beskrevs av Elmer Drew Merrill. Trigonostemon chinensis ingår i släktet Trigonostemon och familjen törelväxter. Inga underarter finns listade i Catalogue of Life.